# Adiantum multisorum
Adiantum multisorum là một loài dương xỉ trong họ Pteridaceae. Loài này được A. Samp. mô tả khoa học đầu tiên năm 1916.